# معتمدية صيادة لمطة بوحجر
معتمدية صيادة لمطة بوحجر هي إحدى معتمديات الجمهورية التونسية، تابعة لولاية المنستير. وتضمّ كلاّ من مدن صيادة، لمطة و بوحجر.